# Nelken-Haferschmiele

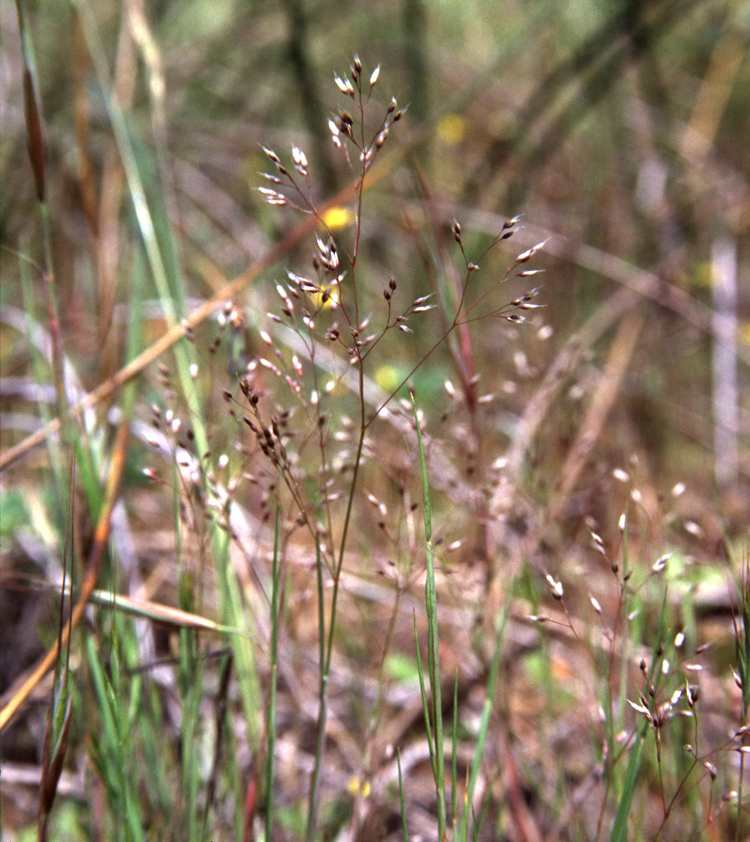
Blütenstand

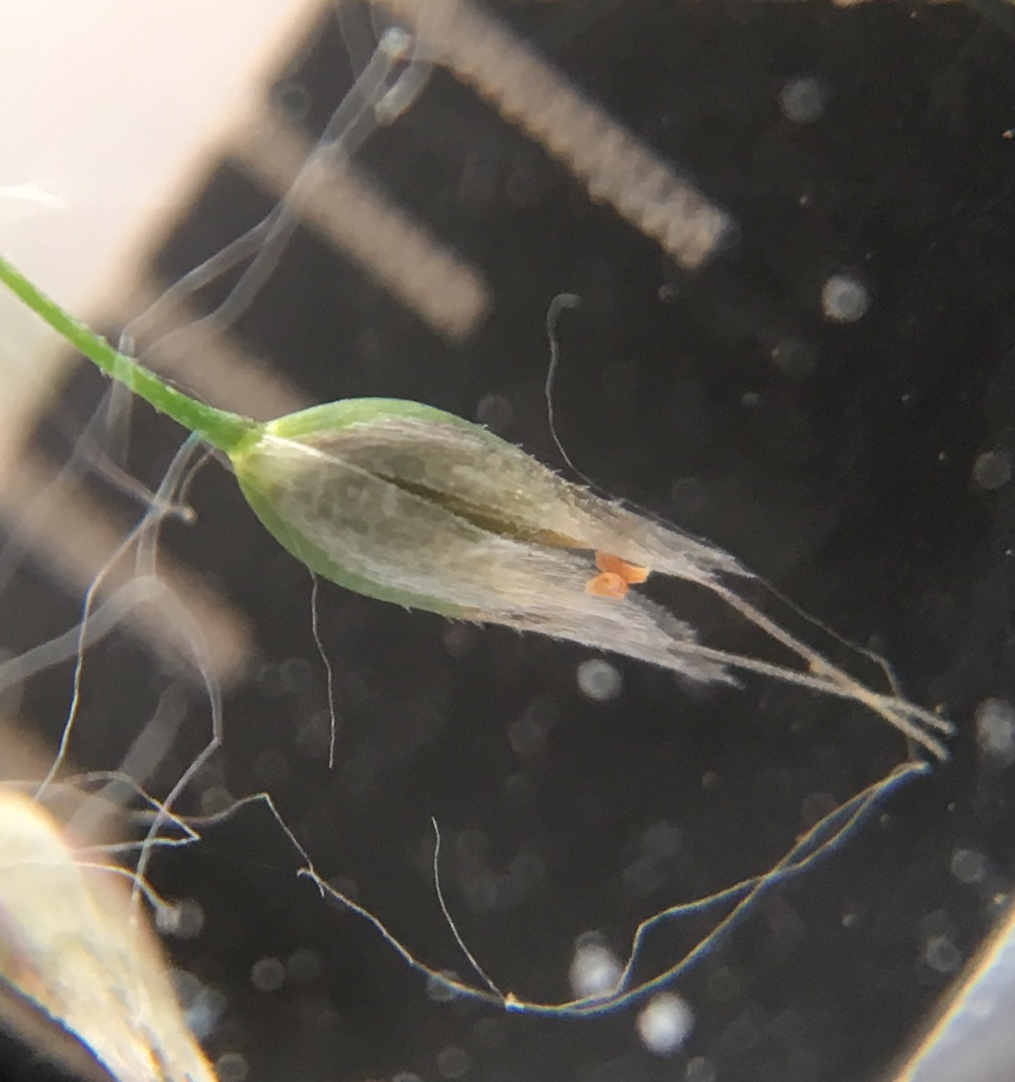
Ährchen

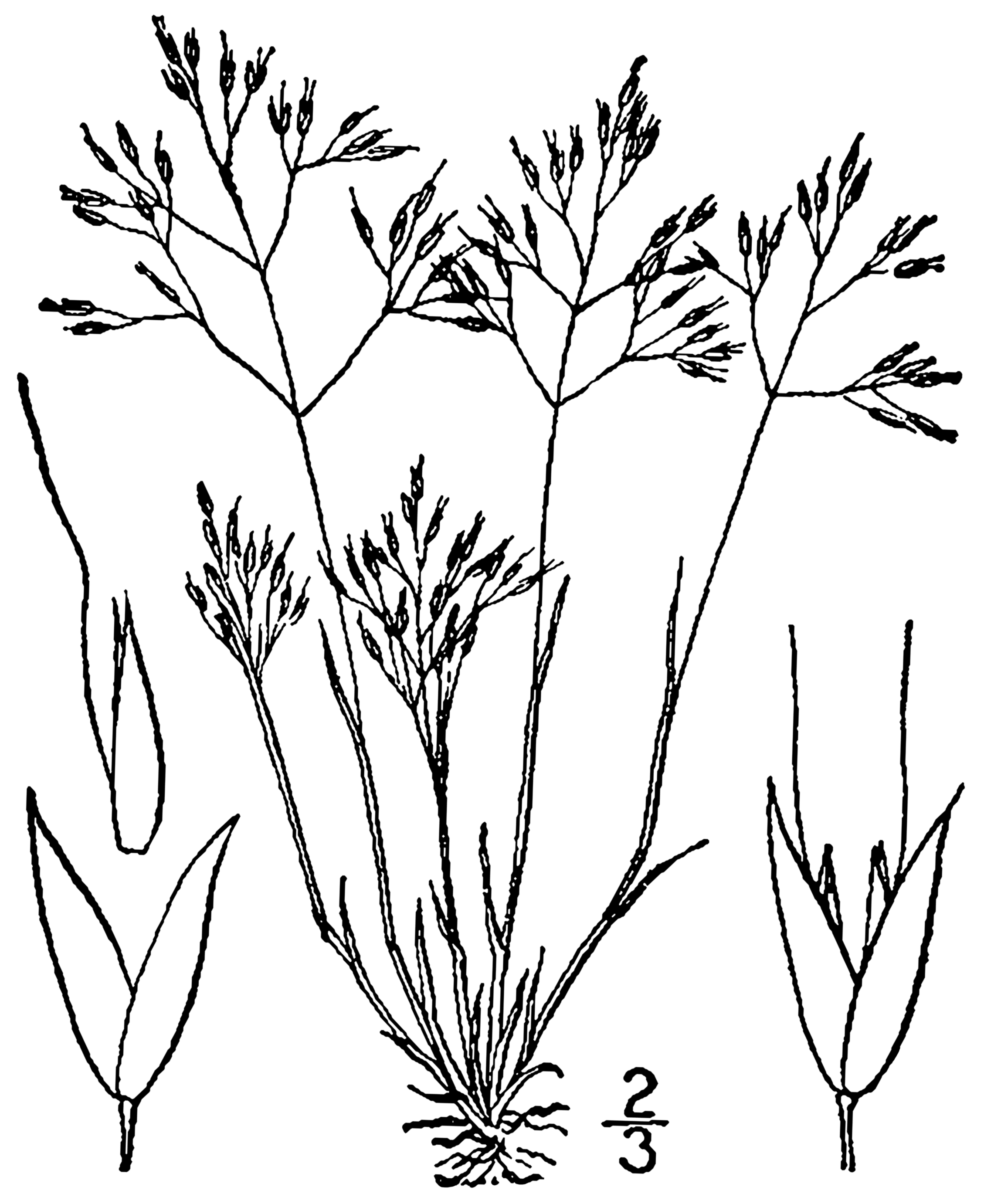
Nelken-Haferschmiele (Aira caryophyllea), Illustration

Die Nelken-Haferschmiele (Aira caryophyllea) ist eine Pflanzenart aus der Familie der Süßgräser (Poaceae). Eine weitere Bezeichnung ist Gewöhnlicher Nelkenhafer.

## Beschreibung

### Vegetative Merkmale
Die einjährige Pflanze wird 5 bis 20 cm, ausnahmsweise bis 50 cm hoch. Sie wächst in Büscheln oder als einzelne Halme. Die Halme sind aufrecht und tragen 2 bis 3 Knoten. Die Blattscheiden sind kahl, gerieft und im oberen Teil rau. Die Blätter sind vorsommergrün. Die Blattspreiten sind bis 5 Zentimeter lang und bis 0,5 Millimeter breit und eingerollt. Die Ligula ist ein 1,5 bis 3,5 Millimeter langer zugespitzter Saum.

### Generative Merkmale
Die Nelken-Haferschmiele blüht zwischen Mai und Juli, auch August bis September. Die Rispen sind locker ausgebreitet und bestehen aus zweiblütigen Ährchen. Die Rispe ist 1 bis 10 Zentimeter lang und ebenso breit. Die Seitenäste sind sehr dünn und stehen weit von der glatten und kahlen, oft wellenförmig gebogenen Hauptachse ab. Die Ährchen sind 2,2 bis 3,5 Millimeter lang, weißlichgrün bis silbergrau und oft violett überlaufen. Die Hüllspelzen sind 2,2 bis 3,5 Millimeter lang, zugespitzt und an den Rändern durchsichtig. Die Deckspelzen sind fünfnervig, 1,8 bis 2,4 Millimeter lang, am Grund kurz behaart und auf dem Rücken im untersten Drittel begrannt.
Die Rückengranne der Deckspelzen ist 2 bis 3 mm lang, im untersten Drittel gedreht, im oberen Teil gerade und rau. Die Vorspelzen sind 1,4 bis 1,8 Millimeter lang, glatt und kahl und am oberen Ende abgerundet. Die Staubbeutel sind 0,3 bis 0,6 Millimeter lang.
Die Chromosomenzahl beträgt 2n = 14 oder 28.

## Vorkommen
Das natürliche Vorkommen der Art reicht von Europa bis zum Kaukasus, vom Mittelmeergebiet bis zu den Gebirgen Afrikas, von Tibet bis zum westlichen Himalaja und umfasst auch Makaronesien. In Nordamerika, Neuseeland, Hawaii und anderen Ländern ist die Art ein Neophyt. In Europa kommt sie ursprünglich in fast allen Ländern vor und fehlt nur in Island, Finnland, Estland, Lettland und Nordmazedonien. In Litauen ist die Ursprünglichkeit zweifelhaft.
Die Nelken-Haferschmiele besiedelt vor allem Felsfluren, bodensaure Trockenrasen sowie Ruderalstellen und Brachen auf sandigen Standorten. Sie gedeiht auf sommerwarmen, trockenen, basenreichen, kalkarmen, mäßig sauren bis neutralen, humus- und feinerdearmen, lockeren Sand- und Steingrusböden. Sie ist eine Charakterart des Airo caryophylleae-Festucetum ovinae aus dem Verband Thero-Airion und kommt auch im Filagini-Vulpietum vor. Sie steigt im Puschlav unter Brusio bis 730 Meter, im Emmental bis 1120 Meter Meereshöhe auf.
Die ökologischen Zeigerwerte nach Landolt et al. 2010 sind in der Schweiz: Feuchtezahl F = 1 (sehr trocken), Lichtzahl L = 5 (sehr hell), Reaktionszahl R = 2 (sauer), Temperaturzahl T = 4+ (warm-kollin), Nährstoffzahl N = 1 (sehr nährstoffarm), Kontinentalitätszahl K = 2 (subozeanisch).

## Taxonomie und Systematik
Die Nelken-Haferschmiele wurde 1753 von Carl von Linné in Species Plantarum Band 1, Seite 66 als Aira caryophyllea erstbeschrieben.
In Deutschland werden zwei Unterarten unterschieden:
- Aira caryophyllea subsp. caryophyllea
- Vielblütige Nelken-Haferschmiele (Aira caryophyllea subsp. plesiantha (Jord. ex Boreau) K.Richt., Syn.: Aira caryophyllea subsp. multiculmis (Dumort.) Bonnier & Layens, Aira plesiantha Jord. ex Boreau): Bei ihr stehen die Halme zu 20 und mehr in einem Büschel und werden 30 bis 50 Zentimeter hoch.[1] Die Heimat ist der Mittelmeerraum mit Madeira und den Azoren.[1] Sie hat Vorkommen in den Ländern Algerien, Portugal, Spanien, Frankreich, Deutschland, Italien, Montenegro und Griechenland. In der Schweiz und in Großbritannien ist die Ursprünglichkeit zweifelhaft; in Irland kommt sie eingebürgert vor.[4] Sie ist eine Charakterart des Teesdalio-Arnoseridetum aus dem Unterverband Arnoseridenion.[2] Sie war u. a. von einem Fundort in Baden-Württemberg (bei Karlsruhe) bekannt[1], gilt heute als in Deutschland ausgestorben. Sie kommt aber im Grenzgebiet in Lothringen bei Bitsch vor.[6]

## Trivialnamen
Als weitere deutschsprachige Trivialnamen werden bzw. wurden auch die folgenden Bezeichnungen verwandt: Kleines Augentrostgras, Nägleingras, Nägleinschmelen, Nelkengras, Silberhaargras und Silbergras.